# آسمان آهنی
آسمان آهنی (انگلیسی: Iron Sky) فیلمی در ژانر اکشن، علمی–تخیلی، و کمدی است که در سال ۲۰۱۲ منتشر شد. از بازیگران آن می‌توان به اودو کی‌یر اشاره کرد.
دنبالهٔ این فیلم با عنوان آسمان آهنی: ظهور یک نژاد، در سال ۲۰۱۹ اکران شد.